# Alexei Kuleshov
Alexei Vladimirovich Kuleshov (em russo Алексей Владимирович Кулешов; Friazino, 24 de fevereiro de 1979) é um jogador de voleibol russo.